# Azucena 3ra. Sección
Azucena 3ra. Sección är en ort i Mexiko.   Den ligger i kommunen Cárdenas och delstaten Tabasco, i den sydöstra delen av landet, 600 km öster om huvudstaden Mexico City. Azucena 3ra. Sección ligger 10 meter över havet och antalet invånare är 715.
Terrängen runt Azucena 3ra. Sección är mycket platt. Runt Azucena 3ra. Sección är det ganska tätbefolkat, med 129 invånare per kvadratkilometer. Närmaste större samhälle är Poblado C-11 José María Morelos y Pavón, 13,6 km sydost om Azucena 3ra. Sección. Trakten runt Azucena 3ra. Sección består till största delen av jordbruksmark.